# 洛陽総合高等学校
洛陽総合高等学校（らくようそうごうこうとうがっこう）は、京都府京都市中京区西ノ京春日町にある、私立の高等学校。学校法人洛陽総合学院によって運営されている。略称は「洛総（らくそう）」。
かつて存在した京都市立洛陽工業高等学校とは無関係の別の学校である。

## 概要
京都市内で唯一、総合学科を置く高校である。1年次で「産業社会と人間」という共通科目を学び、2年次に自らの進路や興味関心に合わせて5つの系列の中から1つを選択する。
制服（ブレザー）の上襟や女子のスカートには市松模様があしらわれており、「京都らしさ」を表現している。

## 設置学科・系列
- 総合学科
  - 総合進学系列
  - 情報系列
  - 調理系列
  - 美術・工芸系列
  - 保育・福祉系列

## 沿革
- 1924年 - 土屋せいにより、この学校の前身となる洛陽高等技芸女学院が創立される。
- 1948年 - 洛陽技芸高等学校となる。女子校である。
- 1952年 - 洛陽技芸女子高等学校となる。
- 1963年 - 洛陽女子高等学校となる。
- 1999年 - 洛陽総合高等学校となり、今までの学科を改編し、総合学科を設置。また男女共学化。
- 2008年 - 京都コンピュータ学院と学校連携事業協定を締結[3]。
- 2016年 - 2011年から行っていた新校舎の建設が完了。設計はシーラカンスK&Hが担当した[4]。

## 学生生活

### 行事
- 4月
  - 入学式[5]
  - 宿泊研修（1年次）
  - 学力テスト
  - 2、3年次 進路学習

- 5月
  - 健康診断
  - 嵐山クリーン作戦 - ゴールデンウィークの嵐山を清掃するボランティア体験。
  - 公開授業
  - 高校総体[5]
  - 3年次 進路説明会

- 6月
  - 1日  創立記念日[5]
  - 球技大会 - 島津アリーナにて行われる[5]。

- 7月
  - 公開授業
  - 上級学校見学会
  - 三者面談[5]

- 9月
  - 前期終業式[5]

- 10月
  - 後期始業式[5]
  - 公開授業
  - 2年次 修学旅行[5] - 目的地をイタリア、シンガポール、インドネシア、台湾から選んで参加する。

- 11月
  - 学校祭 - 3日間にわたって行われる[5]。

- 1月
  - 公開授業
  - 年賀式[5]

- 2月 
  - 高校入試

- 3月
  - 卒業式[5]

## 部活動

### 体育系
「体育系クラブ」（洛陽総合高等学校公式サイト）を参照。
- 空手道部
- ボウリング部
- ソフトテニス部
- サッカー部
- 男子バスケットボール部

- 男子バレーボール部
- 女子バレーボール部
- バドミントン部
- ダンス部
- 陸上競技部

### 文化系
「文化系クラブ」（洛陽総合高等学校公式サイト）を参照。
- 軽音楽部
- 囲碁・将棋部
- 文芸部
- パソコン部
- 茶道部

- 料理部
- 演劇部
- e-Sports部
- 競技かるた部
- 写真同好会

## 出身著名人
- 宇城カ子
- 川崎あかね
- 都はるみ（中退）

## アクセス

### 鉄道
- JR嵯峨野線 円町駅下車、西へ徒歩2分（京都駅～円町駅 快速で約8分）[8]
- 京都市営地下鉄東西線 西大路御池駅下車、北西へ徒歩8分[8]